# Getafe Central (métro de Madrid)
Getafe Central est une station de la ligne 12 du métro de Madrid. Elle est située sous la rue du Chemin de fer, à Getafe, dans la communauté de Madrid.

## Situation sur le réseau

Plan du réseau.

Établie en souterrain, Getafe Central est une station de passage de la ligne 12 du métro de Madrid, ainsi qu'une station de correspondance avec les Cercanías qui desservent la gare de Getafe-Centro. Elle se situe entre Juan de la Cierva et Alonso de Mendoza dans le sens horaire de circulation. Elle dispose des deux voies de la ligne encadrées par deux quais latéraux. 

## Histoire
La station est inaugurée le 11 avril 2003, à l'occasion de la mise en service de la ligne 12.

## Services aux voyageurs

### Accès et accueil
La station possède trois accès : deux par un bâtiment commun avec la gare ferroviaire, doté d'escaliers mécaniques et situé au croisement de la rue du Chemin de fer, de la rue Ramón y Cajal et de la rue du Quai, et un via un ascenseur qui jouxte le bâtiment.
Elle est équipée de guichets automatiques pour permettre l'achat des titres de transports et de portillons d'accès automatiques pour rejoindre le quai.
La station est ouverte de 6 h à 1 h 30.

Installations
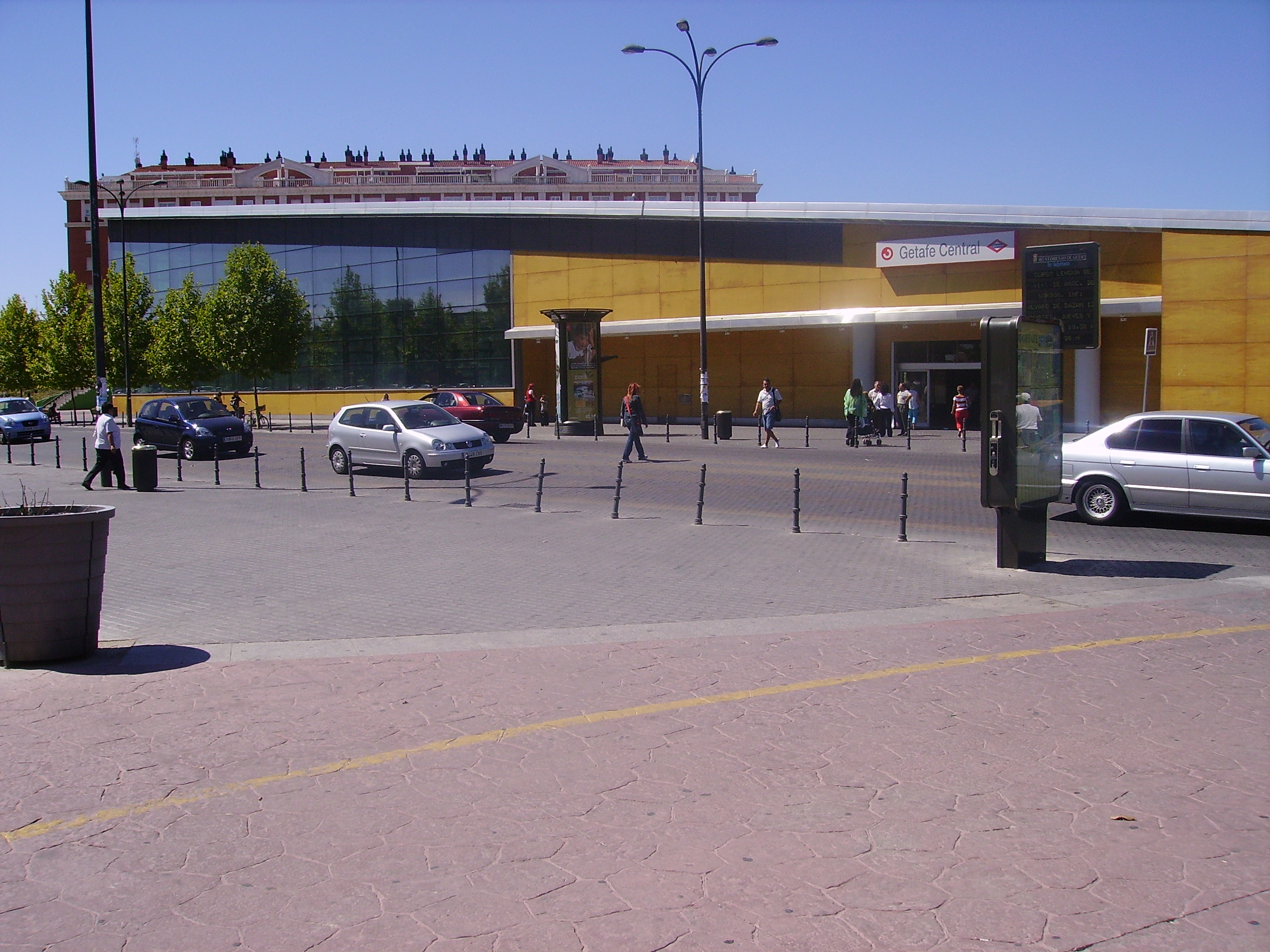
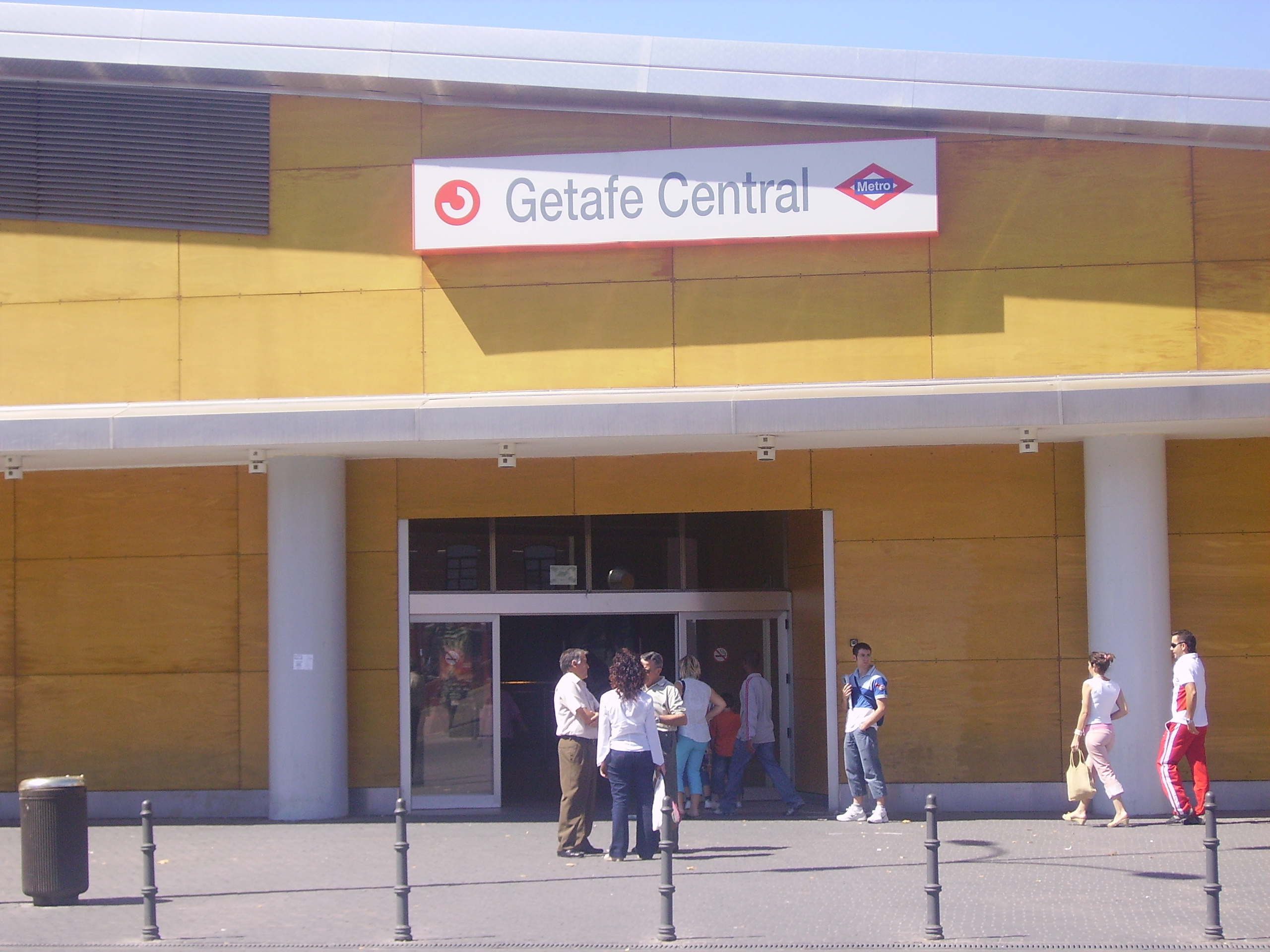

### Desserte
Getafe Central est desservie par les trains de la ligne 12 du métro de Madrid.
Les premiers trains partent de la station à 6 h 5 dans le sens horaire et le sens anti-horaire de circulation. Les derniers trains passent à 2 h 1 dans le sens horaire, avec un terminus à Parque de los Estados, et à 2 h 5 dans le sens anti-horaire, avec un terminus à Juan de la Cierva. Le dernier train qui permet de prendre la correspondance avec la ligne 10 à Puerta del Sur passe à 1 h 5,.

Installations
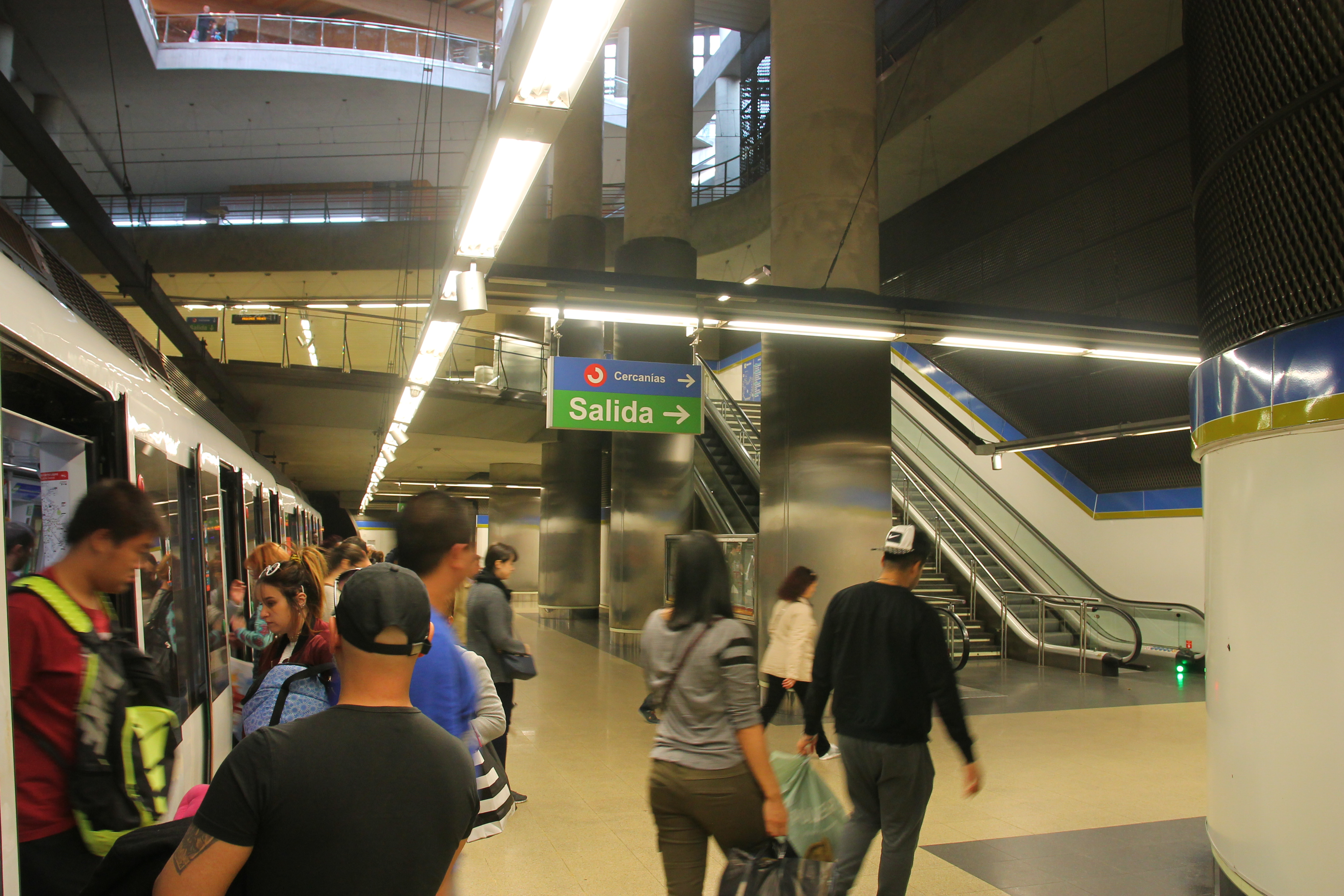
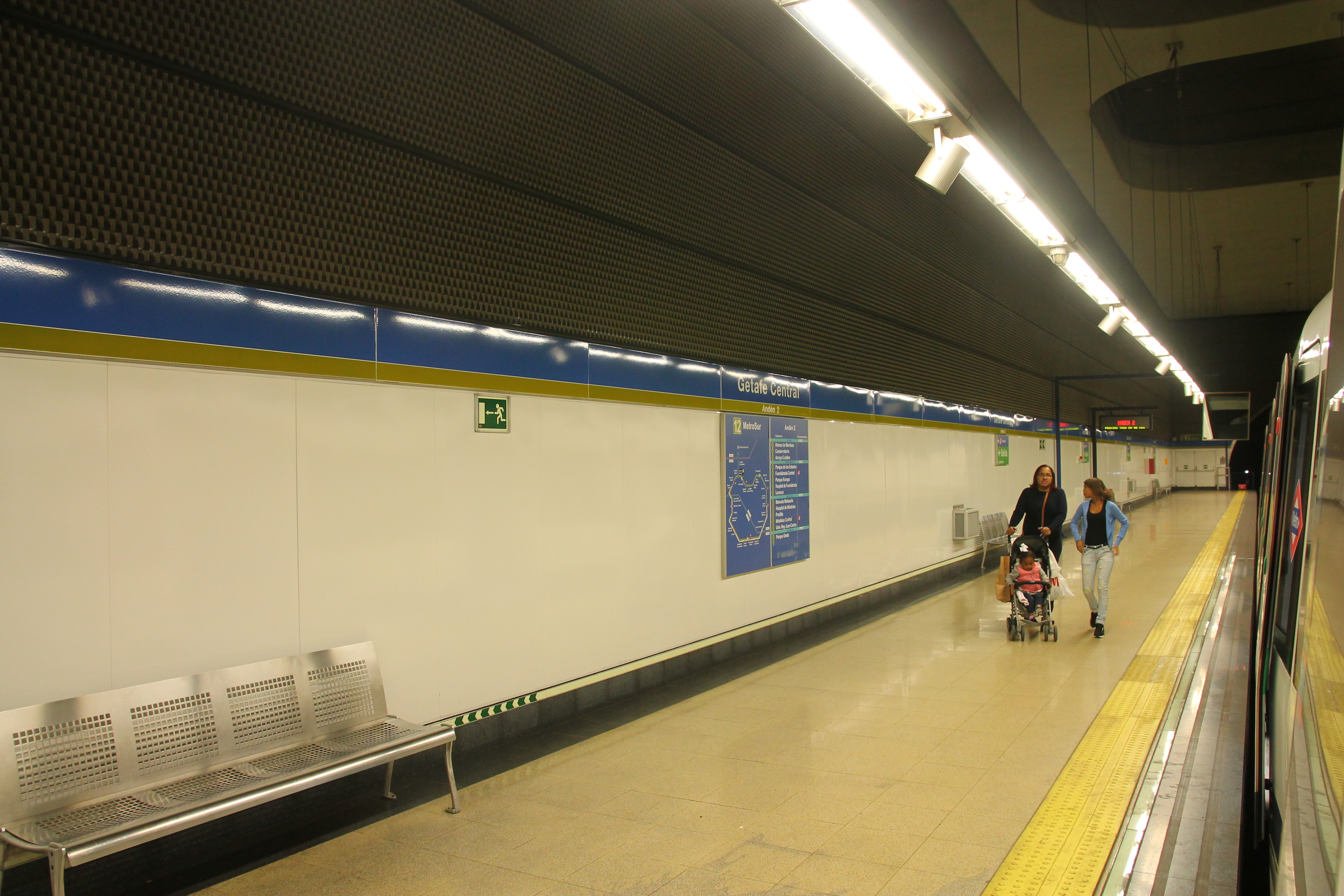

### Intermodalité
Getafe Central est en correspondance avec la ligne C-4 des Cercanías au niveau de la gare de Getafe-Centro, qui se trouve deux niveaux au-dessus des quais du métro.

Intermodalité
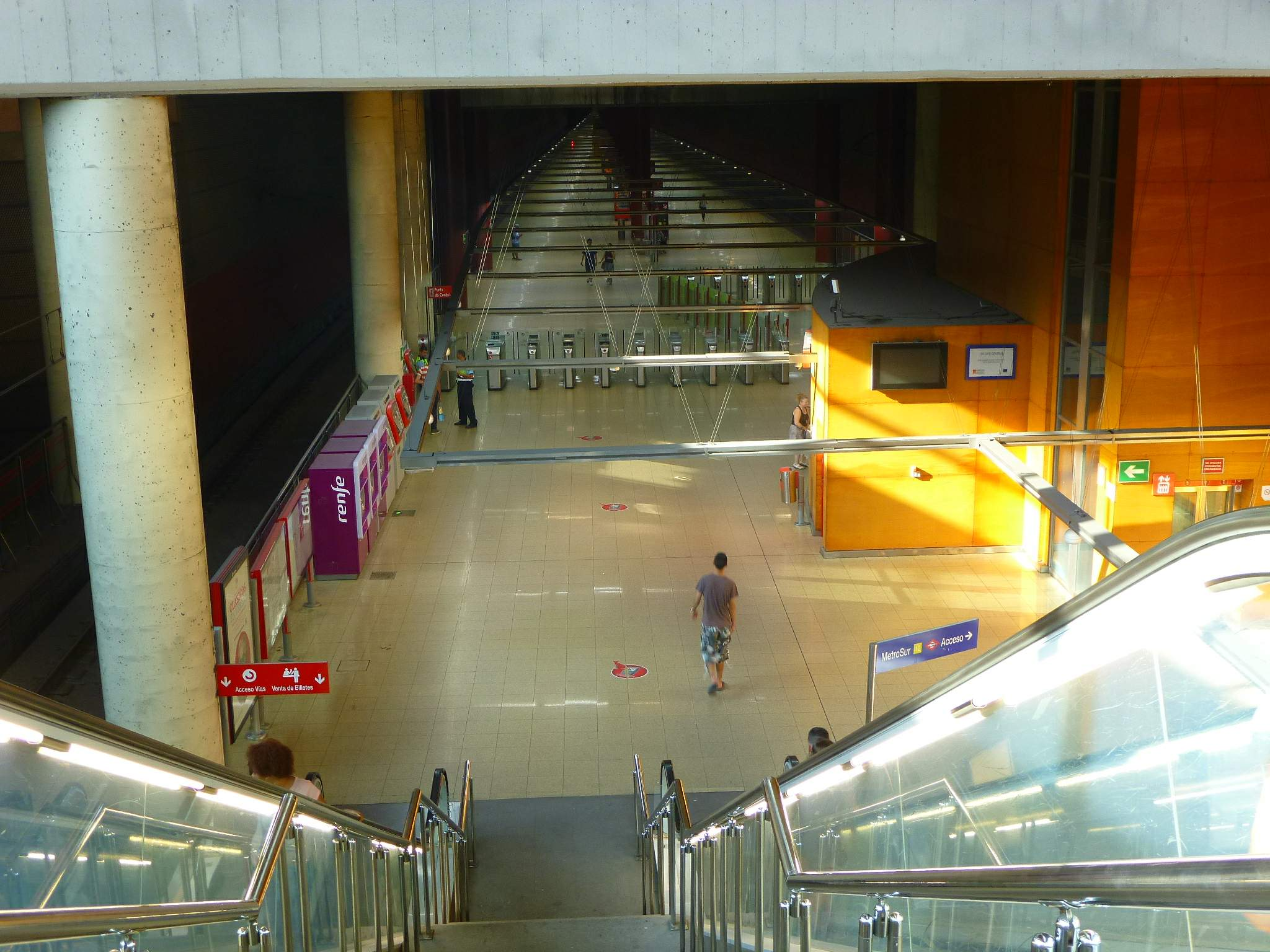